# Look at Me
〈Look at Me〉는 데뷔 솔로 음반인 《John Lennon/Plastic Ono Band》의 존 레논이 작곡하고 공연한 곡이다.

## 참여 인원
- 존 레논 - 보컬, 어쿠스틱 기타